# Alluaudia humbertii
Alluaudia humbertii är en tvåhjärtbladig växtart som beskrevs av Choux. Alluaudia humbertii ingår i släktet Alluaudia och familjen Didiereaceae. Inga underarter finns listade i Catalogue of Life.

## Bildgalleri

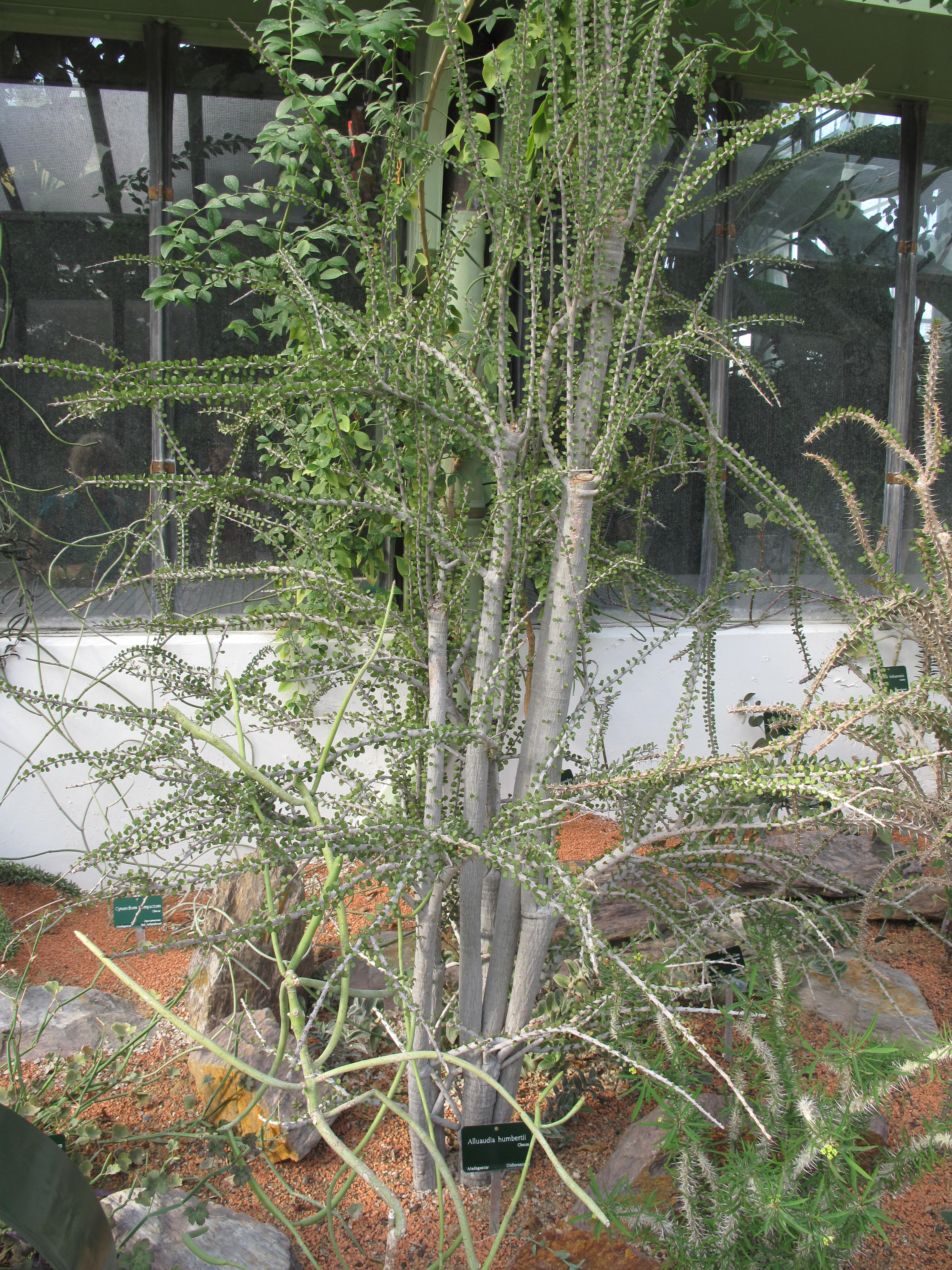
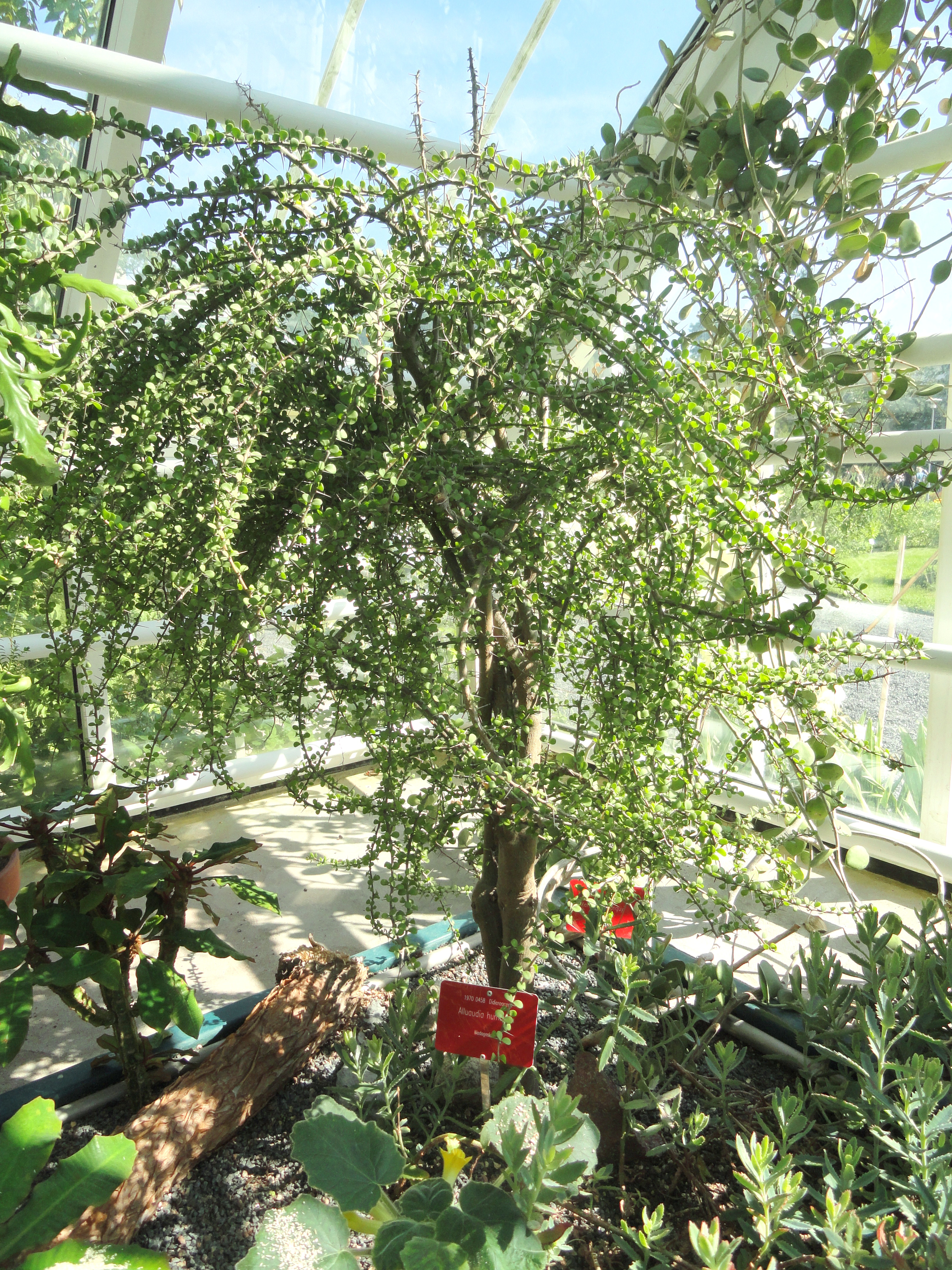
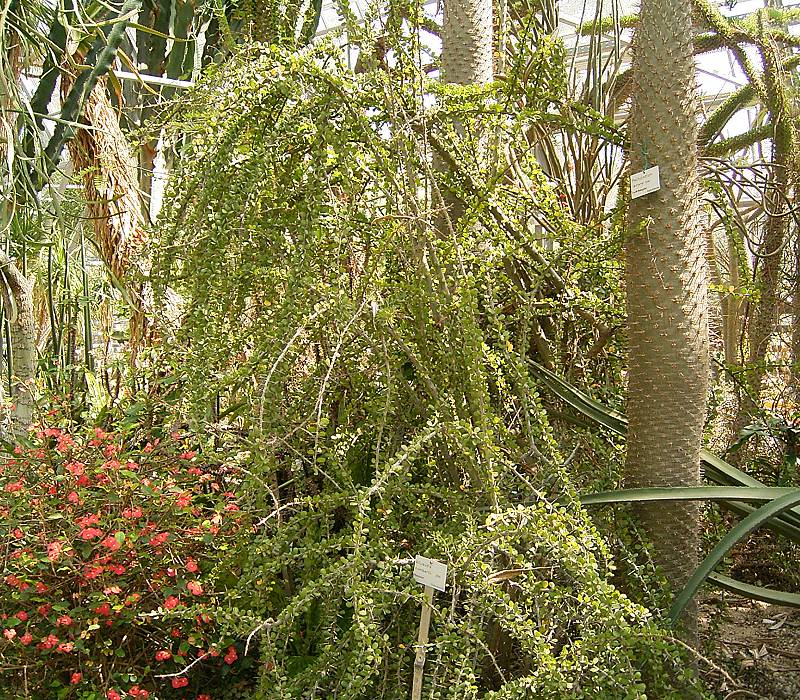
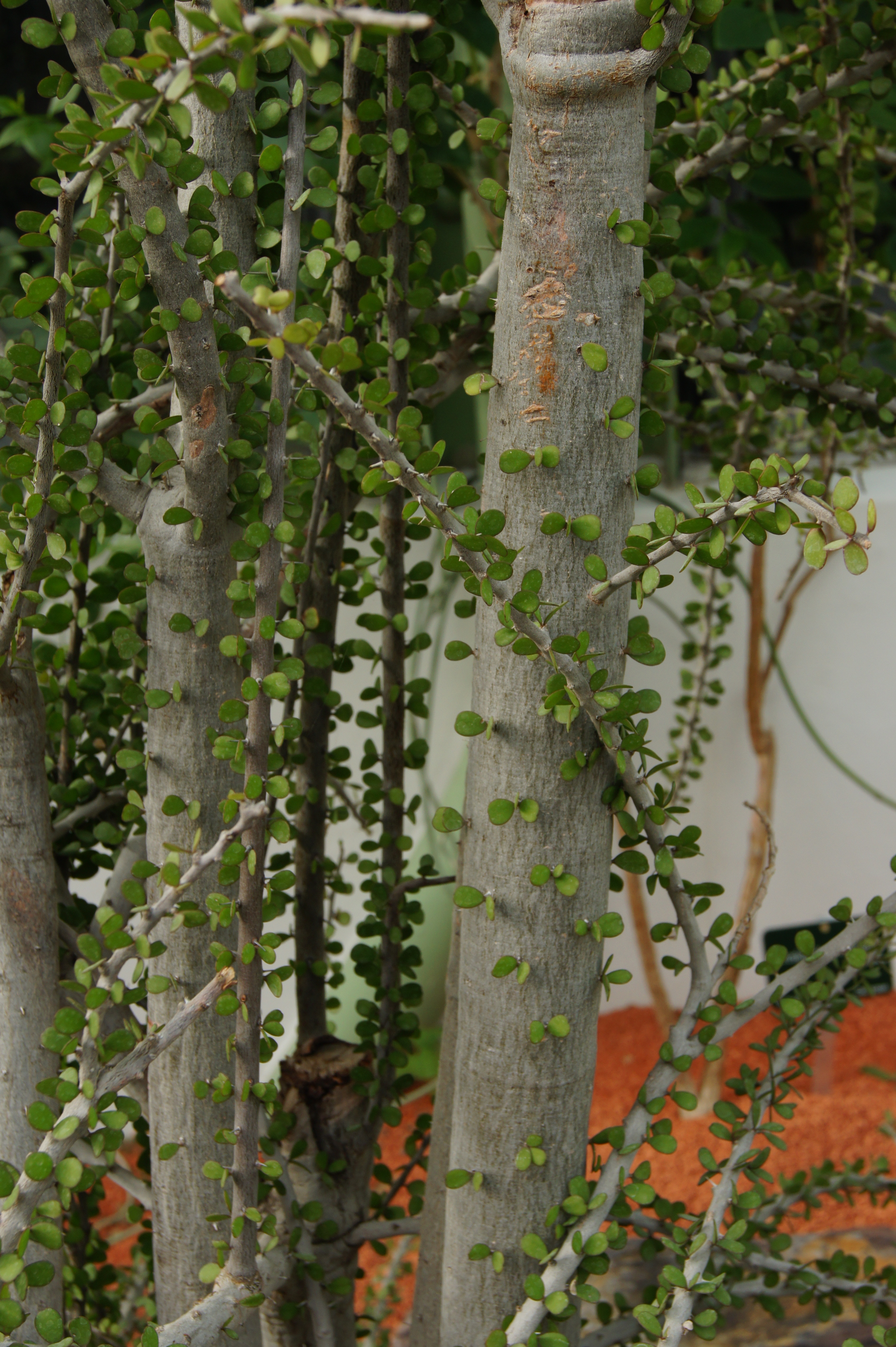
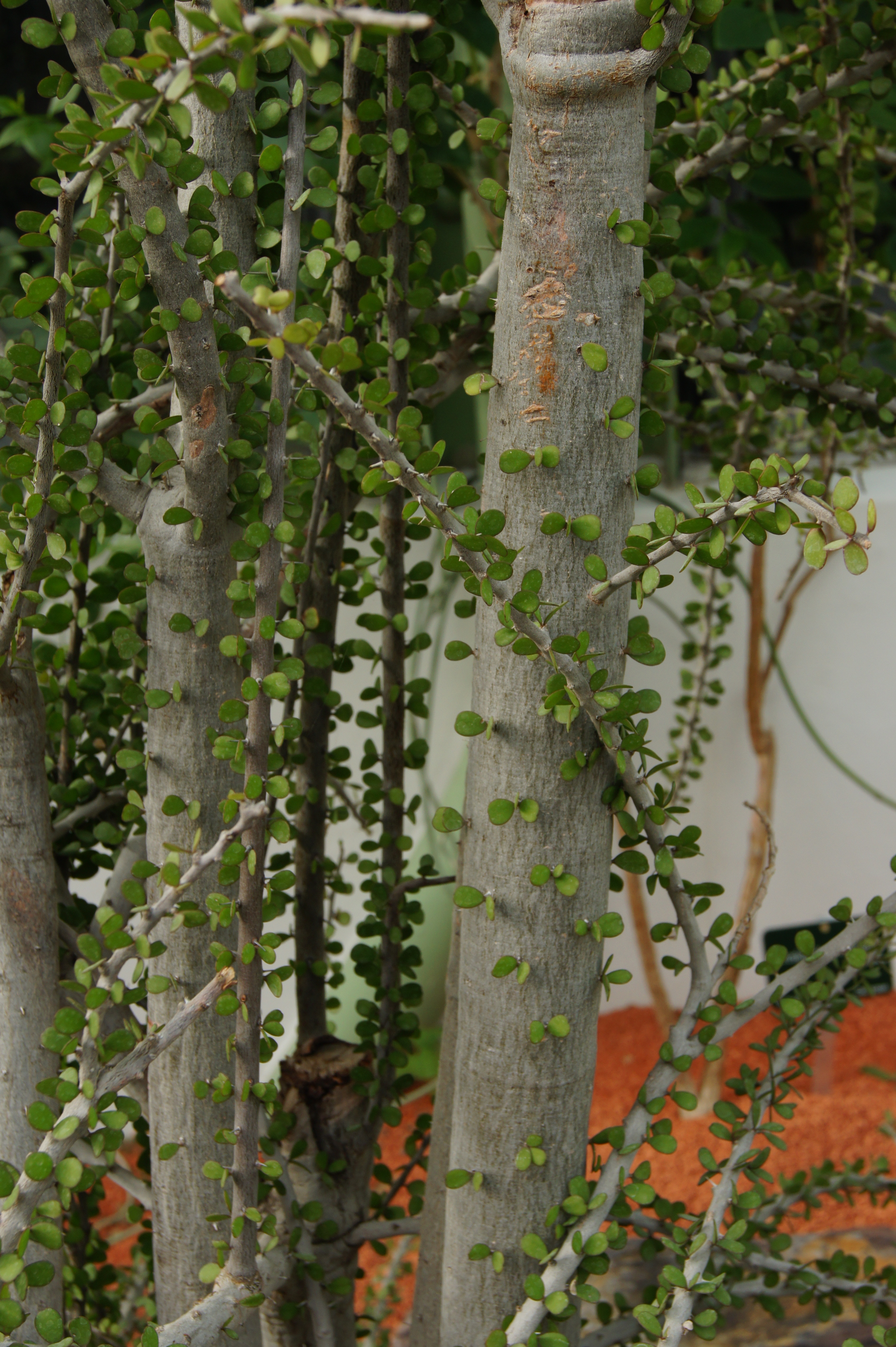